# Козацька сільська рада (Новоазовський район)
| Козацька сільська рада — орган місцевого самоврядування у Новоазовському районі Донецької області з адміністративним центром у с. Козацьке. Сільській раді були підпорядковані населені пункти: - с. Козацьке - с. Порохня - с. Шевченко |

## Склад ради
Рада складалася з 16 депутатів та голови.

## Керівний склад сільської ради
| ПІБ                          | Основні відомості                                                 | Дата обрання | Дата звільнення |
| ---------------------------- | ----------------------------------------------------------------- | ------------ | --------------- |
| Чалін Олександр Анатолійович | Сільський голова, 1963 року народження, освіта, безпартійний      | 26.03.2006   | 31.10.2010      |
| Харченко Микола Іванович     | Сільський голова, 1967 року народження, освіта вища, безпартійний | 31.10.2010   |                 |

Примітка: таблиця складена за даними джерела